# Championnats du monde de taekwondo 1993
Les Championnats du monde de taekwondo 1993 se sont déroulés du 19 au 21 août à New York (États-Unis).
Cette édition est la deuxième à se tenir aux États-Unis après l'édition de 1977.
16 catégories de poids sont présentées (8 chez les hommes et autant chez les femmes).
Après le reflux constaté lors de l'édition précédente, cette édition marque une progression très nette de la fréquentation : on passe de 49 nations à 83, de 237 athlètes masculins à 443 et de 161 athlètes féminines à 226.
Enfin, le nombre d'arbitres internationaux est porté de 41 à 100.

## Faits remarquables

### La Corée du Sud règne encore sans partage
Les athlètes coréens écrasent les compétitions dans les deux sexes et font presque aussi bien que lors de l'édition 1989 qui s'était déroulée chez eux.
Contraintes de se partager les restes, les autres équipes sont proches, avec l'Espagne en tête de peloton, un rang qu'au demeurant elle confirmera par la suite.

### Des champions qui confirment
- Aucun champion du monde 1991 ne conserve son titre, essentiellement du fait que l'équipe de Corée du Sud a été totalement (ou presque ?) renouvelée.
- Sayed Najem conserve sa deuxième place chez les poids coq masculins mais pas la typographie de son patronyme, un fait malheureusement assez habituel dans les comptes rendus de la WTF.
- Widehov Anna conserve sa médaille de bronze chez les poids lourds féminines

## Podiums[1],[2],[3]

### Hommes
| Event                                  | Or              | Argent            | Bronze             |
| -------------------------------------- | --------------- | ----------------- | ------------------ |
| Poids Fin (fourchette non précisée)    | Seung Tae Jin   | Gergely Salim     | Carlos Ayala       |
| Poids Fin (fourchette non précisée)    | Seung Tae Jin   | Gergely Salim     | Eamon Nolan        |
| Poids mouche (fourchette non précisée) | Javier Argudo   | Alyson Yamaguti   | Ruben Palafox      |
| Poids mouche (fourchette non précisée) | Javier Argudo   | Alyson Yamaguti   | Hyon Lee           |
| Poids coq (fourchette non précisée)    | In Kyoung Kim   | Sayed Najem       | Walter Dean Vargas |
| Poids coq (fourchette non précisée)    | In Kyoung Kim   | Sayed Najem       | Wong Ching Beng    |
| Poids plume (fourchette non précisée)  | Byong Cheol Kim | Milton Iwama      | David Kang         |
| Poids plume (fourchette non précisée)  | Byong Cheol Kim | Milton Iwama      | Francisco Zas      |
| Poids léger (fourchette non précisée)  | Se Jin Park     | Victor Luke       | Mustafa Dagdelen   |
| Poids léger (fourchette non précisée)  | Se Jin Park     | Victor Luke       | Aziz Acharki       |
| Poids Welter (fourchette non précisée) | Yong Ho Lim     | Tsu Len Liu       | Ahmed Zahran       |
| Poids Welter (fourchette non précisée) | Yong Ho Lim     | Tsu Len Liu       | Pilavakis Andreas  |
| Poids moyens (fourchette non précisée) | Mikael Meloul   | Victor M. Estrada | John Wright        |
| Poids moyens (fourchette non précisée) | Mikael Meloul   | Victor M. Estrada | Luis Noquera       |
| Poids lourds (fourchette non précisée) | Je Kyoung Kim   | Ali Sahin         | Oghenejobo Peters  |
| Poids lourds (fourchette non précisée) | Je Kyoung Kim   | Ali Sahin         | Thierry Troudart   |

### Femmes
| Catégorie                              | Or               | Argent             | Bronze              |
| -------------------------------------- | ---------------- | ------------------ | ------------------- |
| Poids Fin (fourchette non précisée)    | Isabel Cruzado   | Rahmi Kurnia       | Vicki Slane         |
| Poids Fin (fourchette non précisée)    | Isabel Cruzado   | Rahmi Kurnia       | Gonca Goler         |
| Poids mouche (fourchette non précisée) | Su Mi You        | Agueda Perez Lopez | Einas El-Said Anis  |
| Poids mouche (fourchette non précisée) | Su Mi You        | Agueda Perez Lopez | Gülnür Yerlisu      |
| Poids coq (fourchette non précisée)    | Hui Wen Tang     | Elizabeth Delgado  | Diane Murray        |
| Poids coq (fourchette non précisée)    | Hui Wen Tang     | Elizabeth Delgado  | Sun Jin Won         |
| Poids plume (fourchette non précisée)  | Seung Min Lee    | Nuray Deliktas     | Cathrin Vetter      |
| Poids plume (fourchette non précisée)  | Seung Min Lee    | Nuray Deliktas     | Sarah Maitimu       |
| Poids léger (fourchette non précisée)  | Jesus Santolaria | Kyung Suk Park     | Ineabelle Diaz      |
| Poids léger (fourchette non précisée)  | Jesus Santolaria | Kyung Suk Park     | Marina Aguero       |
| Poids Welter (fourchette non précisée) | Mi Young Kim     | Morfou Drosidou    | Shan Tsai           |
| Poids Welter (fourchette non précisée) | Mi Young Kim     | Morfou Drosidou    | Carolina Benjarano  |
| Poids moyens (fourchette non précisée) | Eun Sun Park     | Katerina Bassi     | Veera Liukkonen     |
| Poids moyens (fourchette non précisée) | Eun Sun Park     | Katerina Bassi     | Ju Ya Hsu           |
| Poids lourds (fourchette non précisée) | Myung Suk Jung   | Adriana Carmona    | Elisavet Mystakidou |
| Poids lourds (fourchette non précisée) | Myung Suk Jung   | Adriana Carmona    | Widehov Anna        |

## Tableau des médailles[5]
| Rang | Nation         | Or | Argent | Bronze | Total |
| ---- | -------------- | -- | ------ | ------ | ----- |
| 1    | Corée du Sud   | 11 | 1      | 1      | 12    |
| 2    | Espagne        | 3  | 1      | 2      | 6     |
| 3    | Taipei chinois | 1  | 1      | 2      | 4     |
| 4    | France         | 1  | 0      | 1      | 2     |
| 5    | Canada         | 0  | 2      | 2      | 4     |
| 5    | Turquie        | 0  | 2      | 2      | 4     |
| 7    | Grèce          | 0  | 2      | 1      | 3     |
| 8    | Brésil         | 0  | 2      | 0      | 2     |
| 8    | Danemark       | 0  | 2      | 0      | 2     |
| 10   | Mexique        | 0  | 1      | 3      | 4     |
| 11   | Venezuela      | 0  | 1      | 1      | 2     |
| 12   | Indonésie      | 0  | 1      | 0      | 1     |
| 13   | États-Unis     | 0  | 0      | 4      | 4     |
| 14   | Allemagne      | 0  | 0      | 2      | 2     |
| 15   | Argentine      | 0  | 0      | 1      | 1     |
| 15   | Chypre         | 0  | 0      | 1      | 1     |
| 15   | Colombie       | 0  | 0      | 1      | 1     |
| 15   | Égypte         | 0  | 0      | 1      | 1     |
| 15   | Finlande       | 0  | 0      | 1      | 1     |
| 15   | Malaisie       | 0  | 0      | 1      | 1     |
| 15   | Nigeria        | 0  | 0      | 1      | 1     |
| 15   | Pays-Bas       | 0  | 0      | 1      | 1     |
| 15   | Philippines    | 0  | 0      | 1      | 1     |
| 15   | Porto Rico     | 0  | 0      | 1      | 1     |
| 15   | Suède          | 0  | 0      | 1      | 1     |

## Classement des équipes
| Rang | Pays           | Or | Argent | Bronze |
| ---- | -------------- | -- | ------ | ------ |
| 1    | Corée du Sud   | 6  | 0      | 0      |
| 2    | Espagne        | 1  | 0      | 2      |
| 3    | France         | 1  | 0      | 1      |
| 4    | Canada         | 0  | 2      | 1      |
| 5    | Brésil         | 0  | 2      | 0      |
| 6    | Mexique        | 0  | 1      | 2      |
| 7    | Turquie        | 0  | 1      | 1      |
| 8    | Danemark       | 0  | 1      | 0      |
| 8    | Taipei chinois | 0  | 1      | 0      |
| 10   | États-Unis     | 0  | 0      | 2      |
| 11   | Chypre         | 0  | 0      | 1      |
| 11   | Égypte         | 0  | 0      | 1      |
| 11   | Allemagne      | 0  | 0      | 1      |
| 11   | Malaisie       | 0  | 0      | 1      |
| 11   | Nigeria        | 0  | 0      | 1      |
| 11   | Philippines    | 0  | 0      | 1      |
| 11   | Venezuela      | 0  | 0      | 1      |

| Rang | Pays           | Or | Argent | Bronze |
| ---- | -------------- | -- | ------ | ------ |
| 1    | Corée du Sud   | 5  | 1      | 1      |
| 2    | Espagne        | 2  | 1      | 0      |
| 3    | Taipei chinois | 1  | 0      | 2      |
| 4    | Grèce          | 0  | 2      | 1      |
| 5    | Turquie        | 0  | 1      | 1      |
| 6    | Danemark       | 0  | 1      | 0      |
| 6    | Indonésie      | 0  | 1      | 0      |
| 6    | Venezuela      | 0  | 1      | 0      |
| 9    | États-Unis     | 0  | 0      | 2      |
| 10   | Argentine      | 0  | 0      | 1      |
| 10   | Canada         | 0  | 0      | 1      |
| 10   | Colombie       | 0  | 0      | 1      |
| 10   | Finlande       | 0  | 0      | 1      |
| 10   | Allemagne      | 0  | 0      | 1      |
| 10   | Mexique        | 0  | 0      | 1      |
| 10   | Pays-Bas       | 0  | 0      | 1      |
| 10   | Porto Rico     | 0  | 0      | 1      |
| 10   | Suède          | 0  | 0      | 1      |